# Guldkorn
Guldkorn er et morgenmadsprodukt, der bliver produceret af Quaker Oats. Det består af ristede hvedekorn, der under ristningen 'puffer' op på samme måde som majs popper til popcorn. Kornene overtrækkes derefter med en blanding af sukker, sirup og honning. De spises med mælk på.

## Honningmonsteret
Guldkorn har en maskot – Honningmonsteret – der optræder på pakkerne og i reklamefilm om produktet.
Monsteret kendes i USA fra 1970'erne, hvor det indgik i reklamer for det tilsvarende produkt Sugar Puffs, senere Honey Monster Puffs, men i Danmark kendes det først siden slut-1990'erne.
Fra 1956 til 1994 var maskotten bamsen Puff, som kørte i sit guldkornstog. Puff er fra 2016 kommet tilbage som maskot på pakkerne.